# Manele
Manele ist ein Musikstil, der seit den 1990er Jahren sich immer größerer Beliebtheit erfreut, gleichzeitig aber auch die Bevölkerung in glühende Fans und vehemente Ablehner spaltet. Die Mehrzahl der Manele-Komponisten und Interpreten sind Roma. Das Wort Manele ist eigentlich die Pluralform von Manea, einer traditionellen rumänischen Liedform, die aus der balkanischen Musik der Lăutari entstanden ist und auf türkische Wurzeln zurückgeht. Manele hat Gemeinsamkeiten mit anderen populärmusikalischen Stilrichtungen in Südosteuropa, vor allem mit dem Popfolk oder Tschalga in Bulgarien, der Tallava in Albanien, dem Laiko in Griechenland und dem Arabesk in der Türkei. Ähnlich populär wie die rumänische Manelemusik ist in Serbien der im Westen bekanntere Turbo-Folk, der jedoch meist schnellere Rhythmen hat und mit mehr modernen Elementen, etwa aus der Rockmusik, arbeitet.

## Geschichte

### Frühe Manea

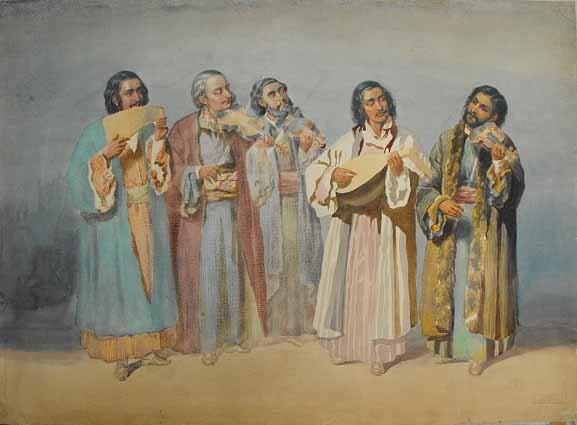
Traditionelles Lăutari-Ensemble Taraful lui Ochi-Albi, Bukarest 1860. Graphik von Carol Popp de Szathmáry

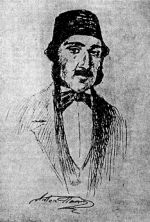
Der Komponist Anton Pann

Neben der traditionellen rumänischen Volksmusik, die aus melancholischen Gesängen walachischer Hirten und bäuerlichen Fest- und Hochzeitsliedern bestand, gab es in der frühen Neuzeit nur noch die ausschließlich gesungenen Lieder der orthodoxen Kirche. Ab dem 17. Jahrhundert wurde es jedoch durch osmanischen Einfluss üblich, dass die reiche urbane Herrscherschicht der Phanarioten und die ländlichen Großgrundbesitzer der Bojaren repräsentative Feste veranstalteten und dazu professionelle Musiker anheuerten. Diese entstammten oft der Roma-Minderheit und brachten für die Rumänen neue orientalische Rhythmen und neue Musikinstrumente aus dem osmanischen Kulturraum in die Walachei und die Moldau. Eine der wenigen überlieferten Schriften über die Musik dieser Zeit stammt von Dimitrie Cantemir, einem aufgeklärten Gelehrten und Musiktheoretiker und später Herrscher der Moldau. Da im osmanischen Reich wenig schriftliches über die Musik dieser Zeit überliefert ist, stellen die Werke Cantemirs auch eine der wichtigsten Quellen für die historische türkische Musik dar.
Im frühen 19. Jahrhundert entstand die Liedform der Manea. Dieses Wort ist erstmals 1820 belegt und bezeichnete Liebeslieder im orientalischen Stil, die vor allem am Hof des Gospodars und bei reichen Bojaren vorgetragen wurden. Das Wort Manea selbst hat einen osmanischen Ursprung und geht auf türkisch „manì“ zurück, eine Form von romantischen Volksweisen und Couplets. Eines der ersten überlieferten Manea-Lieder ist das in Neumen notierte Werk „Spitalul amorului sau cântătorul dorului“ (1852), geschrieben von Anton Pann. Durch die Neumennotation ist jedoch nur die Basismelodie des Liedes überliefert. Im 20. Jahrhundert hat jedoch der Violinist Victor Predescu eine an mündlich überlieferte historische Vorbilder angelehnte Arrangierung im türkischen Stil erstellt, die in der Interpretation von Maria Tănase berühmt wurde. Die byzantinischen Neumen wurden etwa bis 1880 verwendet, erst dann setzte sich die aus dem Westen kommende detaillierte Notenschrift durch. Einer der wenigen durch schriftliche Überlieferung bekannte rumänische Sänger des 19. Jahrhunderts war Stănică Pârlează, der in Konstantinopel als Manea-Interpret auftrat.
Nach Ende der osmanischen Herrschaft über die Donaufürstentümer orientierten sich die rumänischen Künstler und Intellektuellen in Richtung Westeuropa, die orientalischen Traditionen traten vollkommen in den Hintergrund. Das aufstrebende rumänische Bürgertum eiferte vor allem dem Vorbild Frankreichs nach, übernahm aber auch künstlerische Einflüsse aus Deutschland, Österreich und Italien. In der Musik dominierten nun französische Chansons, Oper und Operette, sowie Marschmusik. Rumänische Komponisten schufen klassische Musik nach westlichem Vorbild, oft mit Inspirationen aus der ursprünglichen rumänischen Volksmusik. Die Blütezeit dieser Phase war die Zwischenkriegszeit (rum.: perioada interbelică), der 1920er und 1930er Jahre.

### Moderne Manea

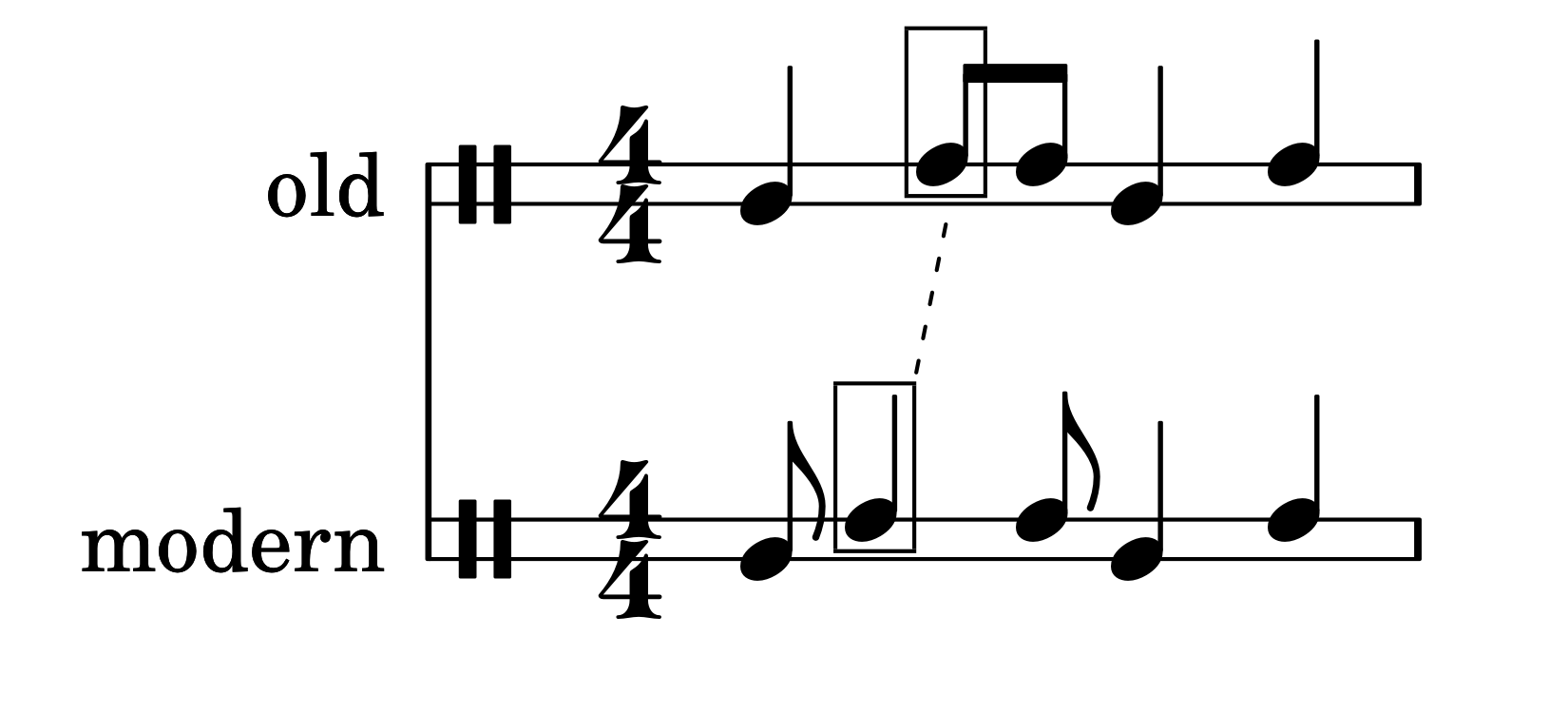
Der Unterschied zwischen alten und modernen (zeitgenössischen) Manele-Rhythmen.

Nach dem Zweiten Weltkrieg übernahmen die Kommunisten die Macht im Land und beendeten diese bourgeoise Musiktradition. Stattdessen sollte Kunst und Musik nun den politischen Zielen der kommunistischen Partei dienen. Da die Kommunisten schon früh neben dem Sozialismus auf einen rumänischen Nationalismus setzten, wurde vor allem Volksmusik gefördert, jedoch in streng reglementierten Formen in staatlichen Musikhochschulen und bei staatlich organisierten Festivals. Diese Akademisierung und Politisierung der Kultur (Proletkult) löste jedoch bei den traditionellen Romamusikern, die in diesem Umfeld wenig Verdienstmöglichkeiten hatten, eine Gegenbewegung aus. Es wird von Musikwissenschaftlern angenommen, dass von der offiziellen Gesellschaft zunächst wenig beachtet, in den 1950er und 1960er Jahren diese Roma in den Dörfern begannen, die alte Tradition der orientalischen Manea neu zu beleben. Da sie oftmals Analphabeten waren und nicht Notenlesen konnten, wurden die Melodien und Texte nur durch zuhören weitergegeben, wodurch sie beliebig verändert und für die jeweilige Gelegenheit (Geburtstag, Verlobung, Hochzeit etc.) angepasst werden konnten. Das führte zu einer unglaublichen Vielfalt an Liedern.
Da im Kommunismus alle Medien staatlich waren, konnte diese moderne Manea-Musik nur im dörflichen Umfeld, vor allem in der Walachei existieren. Zudem war es auf Grund der wirtschaftlichen Lage schwierig bis unmöglich an moderne Musikinstrumente (z. B. Keyboard) und Aufnahmegeräte zu kommen. In den 1970er-Jahren öffnete sich das kommunistische Regime unter Nicolae Ceaușescu etwas und erlaubte zumindest im kulturellen Bereich eine Liberalisierung. Die rumänische Plattenfirma Electrecord konnte daraufhin erstmals Romamusiker ins Studio bringen und Aufnahmen ihrer Musik erstellen. In dieser Zeit entstanden Platten von Romica Puceanu, die „Grande Dame der Cantece de mahala“, von Gabi Luncă, berühmte Interpretin der traditionellen Lăutari-Musik (muzica lăutarească), sowie Fărâmiță Lambru.
In den 1980er Jahren entstand in Reaktion auf die staatliche Kulturpolitik eine neue Popmusik im westrumänischen Banat. In dieser Region war die staatliche Kontrolle aus Bukarest weniger präsent und durch die Nähe zu Ungarn und Jugoslawien konnte ausländisches Fernsehen und Radio empfangen werden. Besonders die damalige serbische Popmusik beeinflusste die Musiker im Banat. Sie waren es auch, die sich als erste an der staatlich kontrollierten Warenverteilung vorbei, moderne Musikinstrumente aus westlicher oder japanischer Produktion beschaffen konnten, wie E-Gitarre, E-Bass, Schlagzeug, Synthesizer und elektrische Keyboards. So entstand eine neue rumänische Popmusik, auch „Muzica bănățeană“ (deutsch: Banater Musik) genannt, die sich durch selbst aufgenommene und kopierte Kassetten unter der Hand im Land verbreitete. Von staatlichen Stellen wurde diese Musik als „schmutzig“ und „verdorben“ eingestuft und verboten, oder bestenfalls ignoriert. Im Radio oder bei staatlichen Festivals kam diese neue Popmusik nicht vor.

### Manele
Diese staatlichen Einschränkungen und wirtschaftlichen Hindernisse änderten sich schlagartig mit der Rumänischen Revolution 1989. Die Plattenfirma Electrecord, sowie zahlreiche neu gegründete Labels wie Eurostar und CDS, konnten nun frei veröffentlichen, was sie wollten. Nun entstanden erstmals professionell aufgenommene Schallplatten. Nun bestand auch die Möglichkeit zu Studios ins Ausland zu reisen und dort Aufnahmen zu machen, was als erste die Sänger Costel Geambașu, Nelu Vlad sowie Dan Ciotoi nutzten. Gleichzeitig wurden die Frontmänner solcher Formationen als Stars aufgebaut, die sich auf Plattencovers und bei Auftritten entsprechend präsentierten, meist mit Sonnenbrille, Goldketten, westlicher Markenkleidung und entsprechendem Machogehabe. Dadurch rückten die Sänger immer mehr in den Vordergrund, während die Instrumentalisten an Bedeutung verloren. Diese Kombination aus Starkult, modernen elektronischen Musikinstrumenten, neuer Aufnahme- und Effektmöglichkeiten, sowie die zunehmende Kommerzialisierung der Branche, ließ aus der noch relativ traditionellen Manea der späten kommunistischen Zeit die neue Popmusikrichtung des „Manele“ entstehen.
Die ersten großen Stars des Manele nach 1990 waren Albatros din București (später umbenannt in Acustic), Real B din Găești (mit dem Frontmann Cristian Rizescu), Accent din Târgoviște, Meridian din Ploiești, Tomis Junior din Galați etc. Im Jahr 1991 fand in Bukarest erstmals die Wahl zur Miss Piranda statt, eine Kombination aus Schönheits- und Tanzwettbewerb, bei dem die neuen Manelisten den musikalischen Hintergrund lieferten. Diese Veranstaltung hat sich in Folge zu einer Art jährlichen Treffpunkt der rumänischen Manele-Szene entwickelt, bei dem im Laufe der Jahre alle wichtigen Größen des Manele auftraten.
Weitere große Einflussfaktoren auf die Entwicklung des Manele ergaben sich nach dem Jahr 2000. Die Entstehung von Privatfernsehsendern, darunter einige Musiksender (K Lumea – heute Etno TV, Taraf TV etc.) heizte den kommerziellen Erfolg der Manelisten an. Es wurden erstmals Musikvideos produziert, die am Anfang sehr amateurhaft waren, später jedoch professioneller wurden. Diese machten die Formationen und ihre Sänger außerhalb der urbanen Roma-Subkultur im ganzen Land und unter allen Rumänen bekannt. Gleichzeitig begann die große Auswanderungswelle aus Rumänien in westeuropäische Länder, wodurch die Musiker mit Popmusikrichtungen anderer Länder in Kontakt kamen. Besonders die spanische Romamusik, lateinamerikanische Rhythmen sowie amerikanischer Hiphop beeinflussten nun die Manele-Szene. Zu den balkanisch-türkischen Wurzeln kamen nun Einflüsse aus dem Flamenco, dem puerto-ricanischen Reggaeton, dem jamaikanischen Reggae und westlicher Rockballaden.
Durch die Tradition der Überlieferung durch Zuhören und Nachspielen kopierten viele Manelisten auch Lieder, die sie im Ausland gehört hatten und versahen sie mit neu gedichteten rumänischen Texten, was diese Melodien zum einen erstmals in Rumänien populär machte, andererseits bald zu Kritik führte, weil den Romamusikern Konzepte wie Urheberrecht und Tantiemen an die ursprünglichen Komponisten komplett fremd waren. Auch rumänische Plattenfirmen, Radio- und Musikfernsehsender kümmerten sich darum zunächst wenig, weil in den chaotischen postkommunistischen Jahren der Staat und die Justiz in Trümmern lagen und niemand solche Rechteverletzungen einklagen hätte können. Diese Situation hat sich erst mit dem EU-Beitritt Rumäniens im Jahr 2007 geändert, da nun EU-Gesetze zumindest auf dem Papier auch in Rumänien gelten und einklagbar sind. Zur selben Zeit wurde auch das Internet immer wichtiger und unzählige Manele-Songs finden sich auf diversen Download- und Streamingplattformen, vor allem auf YouTube. Die großen Hits der Manele-Szene erreichen dort mehrere Millionen Views. Mittlerweile sind auch Smartphones in Rumänien sehr verbreitet und besonders Romajugendliche streamen darauf Manele-Videos, die sie in der Öffentlichkeit, im Bus und auf Plätzen mit meist maximaler Lautstärke abspielen.

## Manele heute
Manele ist heute die verbreitetste Popmusikrichtung in Rumänien. Manele wird in vielen Radio- und Musikfernsehsendern gespielt, in Bars und Discos. Man hört es aus vorbeifahrenden Autos, abgespielt von Jugendlichen auf ihren Handys, bei Konzerten und Festivals. Moderner Manele mit seinen aus dem Alltag gegriffenen Texten ist vor allem bei den ärmeren Bevölkerungsschichten beliebt, da vor allem, aber nicht nur bei der großen Minderheit der Roma in Rumänien. Ein anderer Teil der rumänischen Gesellschaft lehnt den Manele komplett ab und fühlt sich durch seine Omnipräsenz im öffentlichen Raum gestört. Wie zwiespältig die Meinungen zu Manele sind, zeigt sich auch in den alljährlichen Kontroversen ob Rumänien einen Manelist zum Eurovision Song Contest schicken soll oder nicht. Die einen argumentieren dabei, dass Manele auch in anderen Ländern Südosteuropas gut ankommt und dadurch Siegeschancen hätte. Andere sehen die Reputation Rumäniens im Ausland gefährdet, wenn man eine Roma-Macho-Manelist zu so einem Bewerb entsenden würde. Bis dato hat deshalb noch kein Manele-Song für Rumänien am Eurovision Song Contest teilgenommen. Der rumänische Titel des Jahres 2012, präsentiert von der Band Mandinga, wurde jedoch vom Manele-Komponisten Costi Ioniță geschrieben. Der Song Zaleilah ist jedoch ein Latin-Dance-Pop-Song mit gemischt spanischem und englischen Text, kein Manele.
Die Melodien folgen meist einem starren traditionellen Muster, das sich nur durch eine geringe Betonungsveränderung von der klassische Manea unterscheidet. Jedoch sind die modernen Manele-Lieder mit allen von der Technik zur Verfügung gestellten Mitteln ausarrangiert. Dieser Stil kann deshalb als moderne, elektronische Bearbeitung der traditionellen balkanischen Musik bezeichnet werden, die häufig Elemente aus der Romamusik enthält. Oft verwendete Instrumente sind Keyboards, Akkordeon, Glasharmonika oder Saxophon mit einfachsten Akkorden und Anschlagrhythmen. Kennzeichnend für Manele sind subtil vorgezogene oder verzögerte Akzente des Sängers gegen den Rhythmus der Begleitband und die zwischen den einzelnen Textzeilen platzierten instrumentalen Riffs von einem oder mehreren Instrumenten.
Die Texte handeln über Liebe, Geld, Konkurrenz, Familie, Alltagsprobleme, Korruption und Konflikte sowie über tiefgründige Dinge wie den Sinn des Lebens, hierbei wird oft ein Gottesbezug hergestellt. Die Texte sind geprägt durch eine einfache Sprache, in der manchmal nur geringer Wert auf grammatikalische Richtigkeit gelegt wird. Manele wird häufig in Diskotheken, Bars und Clubs des Balkans gespielt. Außerhalb Rumäniens ist Manele vor allem in der Republik Moldova und in Serbien bekannt sowie unter rumänischen Emigranten in Italien, Spanien, Portugal und Frankreich.
Bekannte Künstler dieses Genre sind Sandu Ciorba, Nicolae Guță, Adrian Copilul Minune, Denisa Manelista Răducu (†), Cristi Dules, Cristi Rizescu, Ştefan de la Bărbuleşti, Fero, Casanova, Narcisa, Costel Ciofu, Dani Mocanu de la Frechen (Daniel R.), Sorin Copilul de Aur, Gabi de la Oradea, Adi de la Vâlcea, Florin Salam, Ionuț Cercel, Vali Vijelie, Sorina Ceugea und Mihai Priescu.
Wichtig zu unterscheiden ist allerdings, dass nicht jede Romamusik aus Rumänien als Manele bezeichnet wird. Traditionelle Formationen wie die im Westen bekannten Taraf de Haïdouks, Fanfare Ciocărlia oder Lavinia Raducanu & Rromak spielen keinen Manele. Auch die große Anzahl von rumänischen oder moldawischen Dance-Pop oder Folk-Pop Bands, wie etwa Hi-Q, O-Zone oder Zdob și Zdub spielen keinen Manele.

## Beispiele
- Ionuț Cercel: Made in Romania
- Florin Salam & Claudia: Ce bine ne sta impreuna*
- Nicolae Guță: N-ai valoare (Memento vom 25. Dezember 2007 im Internet Archive)*
- Adrian Copilul Minune: Te astept noapte si zi*
- Sandu Ciorbă: Ia d-aici ca n-ai servici*
- Stelică Pustiu & Liviu Guța: Motor, Motor*
- Jean de la Craiovă & Claudia de la Roma: În toată casă am numai poze cu tine (Memento vom 4. Oktober 2011 im Internet Archive)*
- Cristi Nucă: Bate-mă, omoară-mă*
- Liviu Mititelu & Di Gianno: Doua zile beau (Memento vom 12. Juli 2010 im Internet Archive)*
- Nicolae Guță & Florin Universalu: Popa si politia*

* Diese Clips wurden von den offiziellen Rechteinhabern (Plattenlabel) hochgeladen.